# 대한민국 민법 제692조
대한민국 민법 제692조는 위임종료의 대항요건에 대한 대한민국 민법 친족법 조문이다. 이 법률은 1958년 2월 22일 법률 제471호로 제정되었으며, 1960년 1월 1일부터 시행되었다. 본 조항은 위임 종료사유를 알지 못한 상대방을 보호하기 위한 대항요건이다.

## 조문
제692조(위임종료의 대항요건) 위임종료의 사유는 이를 상대방에게 통지하거나 상대방이 이를 안 때가 아니면 이로써 상대방에게 대항하지 못한다.

第692條 (委任終了의 對抗要件)委任終了의 事由는 이를 相對方에게 通知하거나 相對方이 이를 안 때가 아니면 이로써 相對方에게 對抗하지 못한다.

## 같이 보기
- 대항
- 위임